# Список Героев Социалистического Труда (Мигаев — Мищихин)
Эта страница является частью списка Героев Социалистического Труда и перечисляет в алфавитном порядке лиц, удостоенных звания Героя Социалистического Труда, чьи фамилии начинаются с буквы «М», от Мигаев до Мищихин.
- Список не включает дважды и трижды Героев Социалистического Труда, а также лиц, лишённых этого звания.
- Список содержит информацию о датах жизни, роде деятельности и дате присвоения звания Героя.
- Герои, удостоенные звания посмертно, выделены в списке  серым цветом .
- Герои, сменившие фамилию после присвоения звания, приводятся в списках дважды, при этом строка с новой фамилией выделяется  бежевым цветом  и не имеет номера.

## Список людей, фамилии которых начинаются с «М»
| Навигационная таблица | Навигационная таблица |
| --------------------- | --------------------- |
| «М»                   | Маады — Макушев       |
| «М»                   | Малай — Манякин       |
| «М»                   | Мараев — Маяцкий      |
| «М»                   | Мгеладзе — Мжавия     |
| «М»                   | Мигаев — Мищихин      |
| «М»                   | Мкртычян — Мощенков   |
| «М»                   | Мравинский — Мячин    |

| №          | Фамилия, имя, отчество                | Даты жизни              | Деятельность | Дата присвоения | ГС         |
| ---------- | ------------------------------------- | ----------------------- | --- | --------------- | ---------- |
| 1          | Мигаев Михаил Данилович               | 20.08.1901 — 20.04.1978 | Старший конюх колхоза «Коммунар» Зыряновского района Восточно-Казахстанской области | 04.07.1949      | [ ГС 1 ]   |
| 2          | Мигай Григорий Николаевич             | 02.05.1927 — 04.06.2007 | Капитан-механик теплохода Верхне-Днепровского речного пароходства Главного управления речного флота при Совете Министров Белорусской ССР, Брестская область                                                                | 14.09.1966      | [ ГС 2 ]   |
| 3          | Мигалкин Анатолий Николаевич          | 16.04.1938 — 15.08.2007 | Пилот-инструктор Ленинградского управления гражданской авиации Министерства гражданской авиации СССР | 15.06.1984      | [ ГС 3 ]   |
| 4          | Мигальчан Василий Семёнович           | 24.03.1900 — 1972       | Звеньевой колхоза имени Маленкова Садгорского района Черновицкой области | 06.06.1952      | [ ГС 4 ]   |
| 5          | Мизгирёва Варвара Кузьминична         | 02.02.1927 — 26.07.2006 | Фрезеровщица завода «Прогресс» Министерства общего машиностроения СССР, гор. Куйбышев | 26.04.1971      | [ ГС 5 ]   |
| 6          | Мизгунова Парасковья Петровна         | 29.05.1924 — 31.08.2007 | Доярка племенного молочного совхоза № 55 Министерства совхозов СССР, Гурьевский район Калининградской области | 06.09.1950      | [ ГС 6 ]   |
| 7          | Мизецкий Андрей Алексеевич            | 29.07.1927 — ????       | Горнорабочий очистного забоя шахты «Украина» комбината «Ворошиловградуголь» Министерства угольной промышленности Украинской ССР, Ворошиловградская область                                                                 | 30.03.1971      | [ ГС 7 ]   |
| 8          | Микава Алексей Викторович             | 1919 — ????             | Звеньевой колхоза имени Сталина Гальского района Абхазской АССР | 21.02.1948      | [ ГС 8 ]   |
| 9          | Микава Аполлон Сейдукович             | 1914 — ????             | Звеньевой колхоза имени Сталина Гальского района Абхазской АССР | 21.02.1948      | [ ГС 9 ]   |
| 10         | Микава Валериан Викторович            | 1913 — ????             | Бригадир колхоза имени Сталина Гальского района Абхазской АССР | 21.02.1948      | [ ГС 10 ]  |
| 11         | Микава Василий Михайлович             | 1905 — ????             | Звеньевой колхоза имени Сталина Цаленджихского района Грузинской ССР | 05.07.1951      |            |
| 12         | Микава Факизо Ивлоновна               | род. 1929               | Колхозница колхоза имени Сталина Цаленджихского района Грузинской ССР | 05.07.1951      |            |
| 13         | Микава Фауста Джогоевна               | род. 1932               | Колхозница колхоза имени Сталина Цаленджихского района Грузинской ССР | 05.07.1951      |            |
| 14         | Микадзе Вениамин Михайлович           | 1906—1973               | Заведующий отделением Салибаурского совхоза имени Сталина Министерства сельского хозяйства СССР, Батумский район Аджарской АССР                                                                                            | 01.09.1951      | [ ГС 11 ]  |
| 15         | Микадзе Капитон Ильич                 | 1911 — ????             | Звеньевой колхоза имени Берия Абашского района Грузинской ССР | 21.02.1948      | [ ГС 12 ]  |
| 16         | Микаелян Серёжа Абгарович             | 08.05.1925 — 25.11.1980 | Машинист-инструктор электровозного депо Ленинакан Закавказской железной дороги, Армянская ССР | 01.08.1959      | [ ГС 13 ]  |
| 17         | Микайлова Анастасия Васильевна        | 10.11.1931 — 05.06.2019 | Оператор машинного доения племсовхоза «Ворсино» Боровского района Калужской области | 23.12.1976      | [ ГС 14 ]  |
| 18         | Микалаускайте Эльвира Миколовна       | род. 1932               | Доярка колхоза имени Черняховского Вилькийского района Литовской ССР | 05.04.1958      |            |
| 19         | Микая Джоджо Пехвович                 | 1892 — ????             | Звеньевой колхоза имени Сталинской Конституции Гальского района Абхазской АССР | 21.02.1948      | [ ГС 15 ]  |
| 20         | Миквабия Гиджи Иванович               | 1900 — ????             | Звеньевой колхоза имени Берия Очемчирского района Абхазской АССР | 21.02.1948      | [ ГС 16 ]  |
| 21         | Миквабия Рамшух Пуманович             | 1890 — ????             | Бригадир колхоза имени Берия Очемчирского района Абхазской АССР | 21.02.1948      | [ ГС 17 ]  |
| 22         | Миквабия Эстат Самсонович             | род. 1925               | Звеньевой колхоза имени Берия Очемчирского района Абхазской АССР | 21.02.1948      | [ ГС 18 ]  |
| 23         | Микеладзе Вахтанг Леванович           | 1906 — ????             | Главный агроном Чаквинского совхоза имени Ленина Министерства сельского хозяйства СССР, Кобулетский район Аджарской АССР                                                                                                   | 05.07.1949      | [ ГС 19 ]  |
| 24         | Микеладзе Мамуд Рамизович             | 1928 — ????             | Бригадир колхоза села Меджинисцкали Хелвачаурского района Аджарской АССР | 22.02.1978      | [ ГС 20 ]  |
| 25         | Микерин Борис Александрович           | 21.10.1936 — 05.09.2016 | Бригадир электромонтажников монтажного управления № 75 треста «Спецэлектромонтаж» Министерства монтажных и специальных строительных работ СССР, гор. Москва                                                                | 12.08.1976      | [ ГС 21 ]  |
| 26         | Микитенко Мария Давидовна             | род. 1933               | Доярка колхоза «Россия» Фастовского района Киевской области | 06.09.1973      |            |
| 27         | Микитенко Ольга Денисовна             | 13.10.1922 — 03.10.2007 | Звеньевая колхоза имени Кагановича Карловского района Полтавской области | 10.05.1948      | [ ГС 22 ]  |
| 28         | Миклушис Антанас Игнатович            | род. 1924               | Звеньевой племенного свиноводческого совхоза «Аштрон-Кирсна» Министерства совхозов СССР, Литовская ССР | 11.04.1949      |            |
| 29         | Миков Геннадий Степанович             | род. 04.01.1936         | Директор государственного племенного конного завода «Пермский», Пермская область | 30.04.1991      | [ ГС 23 ]  |
| 30         | Миколенко Ефросиния Макаровна         | 25.09.1908 — 24.01.1995 | Звеньевая совхоза имени Красной Армии Министерства совхозов СССР, Полтавский район Полтавской области | 13.03.1948      | [ ГС 24 ]  |
| 31         | Миколенко Павел Николаевич            | 15.05.1930 — 24.06.2019 | Тракторист колхоза «За мир» Магдалиновского района Днепропетровской области | 19.04.1967      | [ ГС 25 ]  |
| 32         | Микомяги Анна Анновна                 | 08.03.1908 — 21.03.2000 | Доярка колхоза «Рахва выйт» Харьюского района Эстонской ССР | 07.01.1952      | [ ГС 26 ]  |
| 33         | Микоян Анастас Иванович               | 25.11.1895 — 21.10.1978 | Заместитель председателя Совета Народных Комиссаров СССР, Народный Комиссар внешней торговли СССР, член Государственного Комитета Обороны СССР, член Политбюро ЦК ВКП(б), гор. Москва                                      | 30.09.1943      | [ ГС 27 ]  |
| 34         | Микрюков Евгений Афанасьевич          | 22.02.1911 — 18.08.2003 | Машинист паровозного депо Белогорск Амурской железной дороги, Амурская область | 01.08.1959      | [ ГС 28 ]  |
| 35         | Миксон Каллиста Александровна         | 14.09.1912 — 20.12.1993 | Заместитель директора Берёзовской средней школы Емельяновского района Красноярского края | 01.07.1968      | [ ГС 29 ]  |
| 36         | Микулин Александр Александрович       | 14.02.1895 — 13.05.1985 | Главный конструктор Московского авиамоторного завода имени М. В. Фрунзе Народного комиссариата авиационной промышленности СССР                                                                                             | 28.10.1940      | [ ГС 30 ]  |
| 37         | Микулич Владимир Андреевич            | 14.10.1920 — 17.01.2000 | Первый секретарь Минского райкома Компартии Белоруссии, Минская область | 18.01.1958      | [ ГС 31 ]  |
| 38         | Микулова Александра Алексеевна        | 20.05.1926 — 13.03.2009 | Звеньевая колхоза имени Ленина Грязнухинского района Алтайского края | 20.05.1949      | [ ГС 32 ]  |
| 39         | Микштене Валерия                      | 1923 — ????             | Доярка совхоза «Леонполис» Укмергского района Литовской ССР | 22.03.1966      |            |
| 40         | Милаев Евгений Тимофеевич             | 07.03.1910 — 08.09.1983 | Художественный руководитель и директор Московского цирка на Ленинских горах, народный артист СССР | 20.12.1979      | [ ГС 33 ]  |
| 41         | Милаева Ольга Егоровна                | 02.06.1921 — 06.07.2018 | Рабочая Урекского совхоза Министерства сельского хозяйства СССР, Махарадзевский район Грузинской ССР | 05.07.1949      | [ ГС 34 ]  |
| 42         | Милашевичюс Повилас Игнович           | род. 1930               | Председатель колхоза «Гегужес пирмойи» Рокишкского района Литовской ССР | 22.03.1966      |            |
| 43         | Милдажене Венера Васильевна           | род. 1927               | Крановщица управления механизации № 70 треста механизации Министерства строительства Литовской ССР | 01.10.1965      |            |
| 44         | Милеант Сергей Сергеевич              | 22.04.1926 — 1979       | Водолаз треста «Севзапморгидрострой» на строительстве Куйбышевской ГЭС, гор. Ленинград | 09.08.1958      | [ ГС 35 ]  |
| 45         | Миленькин Борис Петрович              | 1903 — 03.1966          | Проходчик шахты № 3 Бегичевского стройуправления треста «Тулшахтострой» Министерства строительства топливных предприятий СССР, Тульская область                                                                            | 28.08.1948      | [ ГС 36 ]  |
| 46         | Милёхин Владимир Иванович             | 31.05.1930 — 08.10.2019 | Помощник мастера Херсонского хлопчатобумажного комбината Министерства лёгкой промышленности Украинской ССР | 05.04.1971      | [ ГС 37 ]  |
| 47         | Милёшина Агриппина Михайловна         | 08.1907 — 15.11.1971    | Звеньевая зернового совхоза «Приазовский» Министерства совхозов СССР, Приморско-Ахтарский район Краснодарского края | 11.05.1949      | [ ГС 38 ]  |
| 48         | Милиева Мамахал                       | 1921 — ????             | Звеньевая колхоза имени Маркса Китабского района Кашка-Дарьинской области | 27.04.1948      |            |
| 49         | Милин Пётр Петрович                   | 1907—1971               | Слесарь Улан-Удэнского ордена Ленина паровозо-вагонного завода Бурятского совнархоза | 03.08.1959      | [ ГС 39 ]  |
| 50         | Милицкий Сергей Григорьевич           | 25.09.1912 — 1963       | Бригадир тракторной бригады Аландской МТС Кваркенского района Чкаловской области | 11.01.1957      | [ ГС 40 ]  |
| 51         | Миллер Иосиф Иванович                 | 1927—1994               | Директор совхоза «Карагандинский» Возвышенского района Северо-Казахстанской области | 19.02.1981      | [ ГС 41 ]  |
| 52         | Миллионщиков Михаил Дмитриевич        | 16.01.1913 — 27.05.1973 | Заместитель директора Института атомной энергии имени И. В. Курчатова по научной работе, академик и вице-президент Академии наук СССР, гор. Москва                                                                         | 27.04.1967      | [ ГС 42 ]  |
| 53         | Милованова Александра Петровна        | 1912—1991               | Звеньевая животноводческого совхоза имени Кагановича Министерства мясной и молочной промышленности СССР, Сампурский район Тамбовской области                                                                               | 24.04.1948      | [ ГС 43 ]  |
| 54         | Миловидов Михаил Васильевич           | 15.11.1906 — 11.08.1978 | Начальник управления работ № 156 строительного треста № 15 Брянского совнархоза | 09.08.1958      | [ ГС 44 ]  |
| 55         | Милорава Николай Гуджуевич            | 1911 — ????             | Звеньевой колхоза имени Махарадзе Гальского района Абхазской АССР | 21.02.1948      | [ ГС 45 ]  |
| 56         | Милочкин Николай Фёдорович            | 20.05.1893 — 14.05.1979 | Старший агроном Восточинской МТС Минусинского района Красноярского края | 07.01.1948      | [ ГС 46 ]  |
| 57         | Милто Болеслав Иванович               | 07.01.1934 — 1998       | Бригадир наладчиков Вильнюсского завода строительно-отделочных машин Министерства строительного, дорожного и коммунального машиностроения СССР, Литовская ССР                                                              | 20.04.1971      | [ ГС 47 ]  |
| 58         | Милушин Тимофей Тимофеевич            | 23.06.1922 — 31.12.1988 | Токарь Запорожского автомобильного завода «Коммунар» Министерства автомобильной промышленности СССР | 22.08.1966      | [ ГС 48 ]  |
| 59         | Миль Михаил Леонтьевич                | 22.11.1909 — 31.01.1970 | Генеральный конструктор Опытного конструкторского бюро по вертолётостроению Министерства авиационной промышленности СССР, Московская область                                                                               | 22.07.1966      | [ ГС 49 ]  |
| 60         | Милютин Андрей Андреевич              | 15.10.1916 — 24.07.2005 | Заместитель главного советского эксперта по сооружению высотной Асуанской плотины в Объединённой Арабской Республике | 12.01.1971      | [ ГС 50 ]  |
| 61         | Милявский Александр Ефимович          | 1904 — ????             | Директор совхоза имени Красной Армии Министерства совхозов СССР, Полтавская область | 13.03.1948      | [ ГС 51 ]  |
| 62         | Милян Николай Иванович                | 06.03.1929 — 18.11.2006 | Слесарь Львовского автобусного завода Министерства автомобильной промышленности СССР | 05.04.1971      | [ ГС 52 ]  |
| 63         | Миминошвили Владимир Джагуевич        | 1906 — ????             | Главный агроном районного отдела сельского хозяйства Абашского района Абхазской АССР | 21.02.1948      | [ ГС 53 ]  |
| 64         | Миминошвили Нина Зинобиевна           | 1908 — ????             | Колхозница колхоза имени Берия Натанебского сельсовета Махарадзевского района Грузинской ССР | 29.08.1949      | [ ГС 54 ]  |
| 65         | Минаев Борис Георгиевич               | 23.05.1926 — 21.10.1975 | Бригадир слесарей-монтажников Ирминского строительно-монтажного управления треста «Ворошиловградшахтостроймонтаж» Министерства строительства предприятий угольной промышленности Украинской ССР, Ворошиловградская область | 26.04.1957      | [ ГС 55 ]  |
| 66         | Минаев Георгий Дмитриевич             | род. 18.11.1930         | Директор совхоза «Спартак» Ясиноватского района Донецкой области | 08.12.1973      | [ ГС 56 ]  |
| 67         | Минаев Григорий Иванович              | 18.02.1929 — 03.02.2020 | Бригадир горнорабочих очистного забоя шахты № 9—15 комбината «Кузбассуголь» Министерства угольной промышленности СССР, Кемеровская область                                                                                 | 30.03.1971      | [ ГС 57 ]  |
| 68         | Минаев Сергей Семёнович               | 11.09.1915 — 02.07.1987 | Бригадир слесарей 1-го Государственного подшипникового завода Министерства автомобильной промышленности СССР, гор. Москва                                                                                                  | 22.08.1966      | [ ГС 58 ]  |
| 69         | Минамов Закир                         | 1908 — 23.02.2000       | Председатель колхоза «Илтыз» Уйгурского района Алма-Атинской области | 23.07.1948      | [ ГС 59 ]  |
| 70         | Минасов Андрей Петрович               | 17.12.1916 — 11.02.1974 | Начальник Боровского районного управления сельского хозяйства, Кустанайская область | 08.04.1971      | [ ГС 60 ]  |
| 71         | Минасян Акоп Оганесович               | 1927 — ????             | Комбайнёр колхоза имени Кирова села Аревик Ахурянского района Армянской ССР | 08.04.1971      | [ ГС 61 ]  |
| 72         | Минасян Амаз Вартанович               | 1914—1994               | Председатель колхоза имени Кирова Сисианского района Армянской ССР | 17.08.1948      | [ ГС 62 ]  |
| 73         | Минасян Оганес Геворгович             | 1910 — ????             | Бригадир колхоза имени Шаумяна Очемчирского района Абхазской АССР | 03.05.1949      | [ ГС 63 ]  |
| 74         | Минасян Паравон Геворкович            | 1912 — ????             | Бригадир колхоза имени Микояна Очемчирского района Абхазской АССР | 03.05.1949      | [ ГС 64 ]  |
| 75         | Миначенков Николай Гаврилович         | 27.01.1933 — 03.2020    | Сталевар Коммунарского металлургического завода Министерства чёрной металлургии Украинской ССР, Ворошиловградская область                                                                                                  | 05.03.1976      | [ ГС 65 ]  |
| 76         | Мингазова Гульсум Мифтаховна          | 30.11.1934 — 21.03.2012 | Доярка колхоза имени Тукая Первомайского района Татарской АССР | 07.03.1960      | [ ГС 66 ]  |
| 77         | Миндагазиев Иделгалей Тажмагамбетович | 06.03.1937 — 06.10.1994 | Чабан совхоза «Буртинский» Беляевского района Оренбургской области | 22.03.1966      | [ ГС 67 ]  |
| 78         | Миндорашвили Давид Николаевич         | 1917 — ????             | Звеньевой Мукузанского виноградарского совхоза Министерства пищевой промышленности СССР, Гурджаанский район Грузинской ССР                                                                                                 | 05.10.1949      | [ ГС 68 ]  |
| 79         | Миндубаев Семигула Шагиевич           | 1896—1981               | Мастер подземного ремонта скважин треста «Октябрьнефть» объединения «Грознефть» Министерства нефтяной промышленности южных и западных районов СССР, Грозненская область                                                    | 08.05.1948      | [ ГС 69 ]  |
| 80         | Минеева Екатерина Романовна           | 18.03.1922 — 17.10.1998 | Телятница колхоза имени Свердлова Куртамышского района Курганской области | 22.03.1966      | [ ГС 70 ]  |
| 81         | Минейкене Стасе Тадо                  | 1916 — ????             | Телятница совхоза «Юкнайчяй» Шилутского района Литовской ССР | 22.03.1966      |            |
| 82         | Минекаев Масгут Габдрахманович        | 11.04.1930 — 15.06.2018 | Старший оператор Миннибаевского газобензинового завода имени Ленинского Комсомола Министерства газовой промышленности СССР, Башкирская АССР                                                                                | 01.07.1966      | [ ГС 71 ]  |
| 83         | Миненко Николай Иванович              | 18.09.1927 — 16.04.1990 | Комбайнёр колхоза «Большевик» Новосанжарского района Полтавской области | 23.06.1966      | [ ГС 72 ]  |
| 84         | Минигулов Гусан                       | 15.05.1898 — 16.07.1974 | Забойщик шахты № 2 комбината «Свердловскуголь» Министерства угольной промышленности восточных районов СССР, Свердловская область                                                                                           | 28.08.1948      | [ ГС 73 ]  |
| 85         | Миникулов Бури                        | 1912 — ????             | Председатель колхоза «Сталинская Конституция» Сталинабадского района Таджикской ССР | 05.05.1951      | [ ГС 74 ]  |
| 86         | Минин Иван Иванович                   | 26.09.1927 — 26.02.2014 | Бригадир котельщиков Уральского завода химического машиностроения имени 50-летия СССР Министерства химического и нефтяного машиностроения СССР, гор. Свердловск                                                            | 10.03.1976      | [ ГС 75 ]  |
| 87         | Минкнер Курт Владимирович             | 05.12.1903 — 02.03.1972 | Заместитель генерального конструктора по силовым установкам Опытно-конструкторского бюро № 156 Министерства авиационной промышленности СССР, гор. Москва                                                                   | 12.07.1957      | [ ГС 76 ]  |
| 88         | Миновалова Нина Фёдоровна             | 26.02.1936 — 24.06.2021 | Ткачиха Московского шёлкового комбината имени Розы Люксембург «Красная Роза» Министерства текстильной промышленности РСФСР                                                                                                 | 02.07.1984      | [ ГС 77 ]  |
| 89         | Минокина Катавания Семёновна          | 13.09.1915 — ????       | Машинист молота завода «Энергомаш» Хабаровского совнархоза | 07.03.1960      | [ ГС 78 ]  |
| 90         | Миносян Кугарик Калустовна            | 1912 — ????             | Звеньевая колхоза имени Блинова Адлерского района Краснодарского края | 16.04.1949      | [ ГС 79 ]  |
| 91         | Минута Николай Трофимович             | 11.12.1925 — 04.05.1999 | Бригадир слесарей Холмского морского торгового порта Министерства морского флота СССР, Сахалинская область | 29.07.1966      | [ ГС 80 ]  |
| 92         | Минц Александр Львович                | 08.01.1895 — 29.12.1974 | Начальник радиотехнической лаборатории Академии наук СССР, член-корреспондент АН СССР, гор. Москва | 20.04.1956      | [ ГС 81 ]  |
| 93         | Минц Исаак Израилевич                 | 03.02.1896 — 05.04.1991 | Старший научный сотрудник Института истории Академии наук СССР, академик АН СССР, гор. Москва | 02.02.1976      | [ ГС 82 ]  |
| 94         | Минько Семён Андреевич                | 20.08.1913 — 05.12.1996 | Бригадир слесарей-монтажников Нижнетагильского монтажного управления треста «Востокметаллургмонтаж», Свердловская область                                                                                                  | 16.06.1964      | [ ГС 83 ]  |
| 95         | Мирабдазизов Халил                    | 1914 — 20.09.1977       | Первый секретарь Ошского райкома Компартии Киргизии, Ошская область | 15.02.1957      | [ ГС 84 ]  |
| 96         | Мираков Ерванд Александрович          | 1902 — 21.03.1981       | Главный агроном отдела сельского хозяйства Болнисского района Грузинской ССР | 06.10.1950      |            |
| 97         | Миралимова Хосият                     | 1914 — ????             | Бригадир колхоза имени Сталина Ленинабадского района Ленинабадской области | 01.03.1948      | [ ГС 85 ]  |
| 98         | Мираширова Бутайра                    | 1920 — ????             | Звеньевая колхоза имени Жданова Науского района Таджикской ССР | 30.04.1966      |            |
| 99         | Мирвелашвили Сергей Михайлович        | 1913 — ????             | Звеньевой колхоза имени Калинина Гурджаанского района Грузинской ССР | 05.09.1950      | [ ГС 86 ]  |
| 100        | Мирза Баба Абталыб оглы               | 10.06.1926 — ????       | Старший оператор Ново-Бакинского нефтеперерабатывающего завода Министерства нефтяной промышленности Азербайджанской ССР | 19.03.1959      | [ ГС 87 ]  |
| 101        | Мирзаахмедов Юнус                     | 1897 — ????             | Звеньевой племенного молочного совхоза «Вревский» № 4 Министерства совхозов СССР, Чиназский район Ташкентской области | 17.05.1951      |            |
| 102        | Мирзабабаева Шакирхон                 | род. 1938               | Мотальщица Ферганского текстильного комбината имени Дзержинского Министерства лёгкой промышленности Узбекской ССР | 17.03.1981      | [ ГС 88 ]  |
| 103        | Мирзаджанова Хабибахон                | 1910 — ????             | Звеньевая колхоза имени М. Горького Ворошиловабадского района Сталинабадской области | 01.03.1948      | [ ГС 89 ]  |
| 104        | Мирзаев Гадай                         | 1906 — ????             | Звеньевой колхоза имени 23 февраля Самаркандского района Самаркандской области | 12.07.1949      |            |
| 105        | Мирзаев Кабул                         | род. 1928               | Бригадир хлопководческой бригады колхоза «Правда Востока» Ленинского района Андижанской области | 14.12.1972      |            |
| 106        | Мирзаев Кульман                       | 1898 — ????             | Звеньевой колхоза имени Кагановича Янги-Юльского района Ташкентской области | 27.04.1948      |            |
| 107        | Мирзаев Махмуд Мирзаевич              | 15.06.1921 — 03.08.2000 | Директор Научно-исследовательского института садоводства, виноградарства и виноделия имени Р. Р. Шредера, гор. Ташкент | 08.04.1971      | [ ГС 90 ]  |
| 108        | Мирзаев Тургун                        | 1906—1987               | Председатель колхоза «40 лет Узбекистана» Калининского района Ташкентской области | 08.04.1971      |            |
| 109        | Мирзаев Шахверды Алавердиевич         | 02.01.1929 — 05.12.2007 | Звеньевой колхоза «Новый путь» Чуйского района Джамбулской области | 28.03.1948      | [ ГС 91 ]  |
| 110        | Мирзаев Эргаш                         | 05.05.1924 — 11.04.2011 | Бригадир полеводческой бригады колхоза имени Сталина Избаскентского района Андижанской области | 11.01.1957      | [ ГС 92 ]  |
| 111        | Мирзакаримов Абдикаим                 | 1927 — ????             | Бригадир совхоза имени Мирзаахмедова Комсомолабадского района Андижанской области | 05.03.1982      | [ ГС 93 ]  |
| 112        | Мирзалиев Гаппар                      | род. 1931               | Мастер строительного управления № 1 строительного треста № 162 Министерства строительства Узбекской ССР, Андижанская область                                                                                               | 07.05.1971      |            |
| 113        | Мирзарахимов Камилжан                 | 1923 — ????             | Звеньевой хлопкового совхоза Дальверзин № 2 Министерства совхозов СССР, Бекабадский район Ташкентской области | 13.07.1950      | [ ГС 94 ]  |
| 114        | Мирзахмедов Абдулла                   | 1907 — ????             | Председатель колхоза «Узбекистан» Тюря-Курганского района Наманганской области | 11.01.1957      | [ ГС 95 ]  |
| 115        | Мирзаходжаева Шазода                  | 01.08.1918 — ????       | Бригадир полеводческой бригады колхоза имени Ленина Наманганского района Наманганской области | 11.01.1957      | [ ГС 96 ]  |
| 116        | Мирзашвили Сергей Артемьевич          | 1894 — ????             | Звеньевой виноградарского совхоза «Манави» имени В. А. Канделаки Министерства пищевой промышленности СССР, Сагареджойский район Грузинской ССР                                                                             | 04.09.1950      |            |
| 117        | Мирзоев Аскарали                      | 1922 — 20.10.1987       | Звеньевой колхоза «Пахта Ширкат» Регарского района Сталинабадской области | 01.03.1948      |            |
| 118        | Мирзоев Гасан Мирзали оглы            | 1926—2006               | Председатель колхоза имени 26 бакинских комиссаров Кахского района Азербайджанской ССР | 08.04.1971      | [ ГС 97 ]  |
| 119        | Мирзоев Имран Мирзали оглы            | 05.09.1910 — 1983       | Директор Казахской МТС Казахского района Азербайджанской ССР | 12.07.1950      |            |
| 120        | Мирзоев Фати Фати оглы                | 1889 — 07.03.1977       | Звеньевой колхоза «VIII съезд» Астрахан-Базарского района Азербайджанской ССР | 01.07.1949      |            |
| 121        | Мирзоев Шариф                         | род. 1928               | Звеньевой колхоза имени М. Горького Регарского района Сталинабадской области | 01.03.1948      |            |
| 122        | Мирзоева Араста Мамедалы кызы         | 08.02.1917 — ????       | Звеньевая колхоза имени Джапаридзе Карягинского района Азербайджанской ССР | 10.03.1948      |            |
| 123        | Мирзоева Мансура Мейбулла кызы        | 12.08.1924 — 03.02.2016 | Колхозница колхоза «Красный Аллар» Астрахан-Базарского района Азербайджанской ССР | 17.08.1950      |            |
| 124        | Мирзоян Варси Атамовна                | 17.11.1915 — 26.06.1975 | Звеньевая колхоза имени Верховного Совета СССР Ждановского района Азербайджанской ССР | 10.03.1948      |            |
| 125        | Мирзоян Георгий Мкртычевич            | 05.02.1926 — 22.10.2012 | Бригадир проходчиков специализированного управления «Арпасеванстрой» Министерства энергетики и электрификации СССР, гор. Ереван Армянской ССР                                                                              | 17.09.1981      | [ ГС 98 ]  |
| 126        | Мирзоян Киракос Седракович            | 1909 — ????             | Звеньевой колхоза имени Шаумяна, гор. Кизляр Грозненской области | 12.07.1950      | [ ГС 99 ]  |
| 127        | Мирианашвили Вахтанг Васильевич       | 1910 — ????             | Секретарь Цителцкаройского районного комитета Компартии (большевиков) Грузии | 25.11.1950      | [ ГС 100 ] |
| 128        | Мирманов Мухтар                       | 1901—1976               | Председатель колхоза имени «Правды» Фурмановского района Западно-Казахстанской области | 23.07.1948      | [ ГС 101 ] |
| 129        | Мировский Николай Тимофеевич          | род. 1921               | Свинарь межколхозной откормочной площадки Лазовского района Молдавской ССР | 22.03.1966      |            |
| 130        | Миролюбов Борис Сергеевич             | 22.06.1918 — 04.06.1991 | Бывший председатель Ерахтурского районного Совета депутатов трудящихся, ныне первый секретарь Ерахтурского райкома КПСС, Рязанская область                                                                                 | 08.01.1960      | [ ГС 102 ] |
| 131        | Мироненко Валентин Карпович           | 12.06.1925 — 09.11.1995 | Машинист экскаватора Криворожского южного горно-обогатительного комбината Министерства чёрной металлургии Украинской ССР, Днепропетровская область                                                                         | 22.03.1966      | [ ГС 103 ] |
| 132        | Мироненко Георгий Иванович            | 18.03.1912 — 14.12.1984 | Комбайнёр Кущёвской МТС Краснодарского края | 13.06.1952      | [ ГС 104 ] |
| 132.000001 | Миронов Алексей Феодосьевич           | 10.01.1933 — 08.06.2008 | Бригадир строительно-монтажной бригады Управления строительства железных рудников Министерства среднего машиностроения СССР, гор. Железногорск Красноярского края                                                          | 07.03.1962      |            |
| 133        | Миронов Василий Васильевич            | род. 1929               | Тракторист-машинист совхоза имени Войкова Сорочинского района Оренбургской области | 11.12.1973      | [ ГС 105 ] |
| 134        | Миронов Василий Владимирович          | 16.02.1924 — 17.04.2007 | Бригадир колхоза «Красный хлебороб» Иланского района Красноярского края | 23.06.1966      | [ ГС 106 ] |
| 135        | Миронов Василий Михайлович            | 25.01.1909 — 26.05.1970 | Заведующий фермой колхоза имени Сталина Луховицкого района Московской области | 24.06.1949      | [ ГС 107 ] |
| 136        | Миронов Вячеслав Павлович             | 22.11.1909 — 20.05.1973 | Председатель колхоза имени Калинина Каневского района Краснодарского края | 23.06.1966      | [ ГС 108 ] |
| 137        | Миронов Иван Фёдорович                | 07.08.1923 — 23.01.2000 | Председатель колхоза «Советско-чехословацкая дружба» Узловского района Тульской области | 23.06.1966      | [ ГС 109 ] |
| 138        | Миронов Николай Павлович              | 27.03.1924 — 08.07.2012 | Старший мастер Московского машиностроительного завода «Знамя труда» Министерства авиационной промышленности СССР | 08.09.1975      | [ ГС 110 ] |
| 139        | Миронов Николай Фёдорович             | 10.12.1924 — 07.10.2014 | Бригадир колхоза «Россия» Комсомольского района Чувашской АССР | 11.12.1973      | [ ГС 111 ] |
| 140        | Миронова Екатерина Ивановна           | 15.03.1919 — 1978       | Доярка колхоза имени Кирова Калининского района Калининской области | 22.03.1966      | [ ГС 112 ] |
| 141        | Миронова Елена Ивановна               | 03.06.1921 — 06.07.2003 | Свинарка колхоза «Коммунизм» Горномарийского района Марийской АССР | 08.04.1971      | [ ГС 113 ] |
| 142        | Миронова Лидия Николаевна             | род. 12.07.1946         | Оператор машинного доения госплемзавода «Петровское» Люберецкого района Московской области | 21.12.1983      | [ ГС 114 ] |
| 143        | Миронович Евгений Фёдорович           | 07.11.1917 — 25.01.1980 | Директор совхоза «Любань» Вилейского района Минской области | 13.12.1972      | [ ГС 115 ] |
| 144        | Мирончик Владимир Юстинович           | 29.03.1915 — 30.06.1990 | Главный врач клинической больницы № 1 имени З. П. Соловьёва, гор. Гродно | 04.02.1969      | [ ГС 116 ] |
| 145        | Миронюк Юрий Тимофеевич               | 08.01.1929 — 24.01.2019 | Генеральный директор Научно-производственного объединения автоматики Министерства общего машиностроения СССР, гор. Свердловск                                                                                              | 08.06.1978      | [ ГС 117 ] |
| 146        | Мирошник Владимир Данилович           | 1926—1997               | Первый секретарь Нововодолажского райкома Компартии Украины, Харьковская область | 08.12.1973      |            |
| 147        | Мирошник Елена Пантелеймоновна        | 1918 — ????             | Звеньевая колхоза «Перемога» Днепропетровского района Днепропетровской области | 09.06.1950      |            |
| 148        | Мирошников Александр Карпович         | 15.10.1890 — 26.04.1967 | Начальник цеха Машиностроительного и металлургического Кировского завода Министерства оборонной промышленности СССР, гор. Ленинград                                                                                        | 21.06.1957      | [ ГС 118 ] |
| 149        | Мирошников Иван Иванович              | 1910 — ????             | Бригадир тракторной бригады Меркенской МТС Джамбулской области | 28.03.1948      |            |
| 150        | Мирошников Михаил Михайлович          | 03.09.1926 — 31.05.2020 | Директор Государственного оптического института имени С. И. Вавилова Министерства оборонной промышленности СССР, профессор Ленинградского института точной механики и оптики                                               | 29.03.1976      | [ ГС 119 ] |
| 151        | Мирошникова Антонина Николаевна       | 02.06.1922 — 25.11.2005 | Звеньевая колхоза «Красная звезда» Пластуновского района Краснодарского края | 02.06.1950      | [ ГС 120 ] |
| 152        | Мирошниченко Александр Владимирович   | 10.01.1934 — 15.06.2007 | Шлифовщик Таганрогского механического завода имени Г. Димитрова Министерства авиационной промышленности СССР, Ростовская область                                                                                           | 03.09.1981      | [ ГС 121 ] |
| 153        | Мирошниченко Александр Иванович       | 04.09.1923 — 15.04.1995 | Чабан колхоза «Золотое руно» Новооскольского района Белгородской области | 08.04.1971      | [ ГС 122 ] |
| 154        | Мирошниченко Василий Семёнович        | 1899 — ????             | Председатель колхоза «1-е Мая» Талды-Курганского района Талды-Курганской области | 28.03.1948      | [ ГС 123 ] |
| 155        | Мирошниченко Василий Тимофеевич       | 11.04.1911 — 13.04.1993 | Председатель колхоза имени Кирова Юрьевского района Днепропетровской области | 13.05.1948      | [ ГС 124 ] |
| 156        | Мирошниченко Вера Яковлевна           | 27.09.1906 — 07.07.1992 | Звеньевая виноградарского совхоза имени Молотова Министерства пищевой промышленности СССР, Анапский район Краснодарского края                                                                                              | 27.08.1951      | [ ГС 125 ] |
| 157        | Мирошниченко Иван Леонтьевич          | 1898 — ????             | Управляющий отделением зернового совхоза имени 18 партсъезда Министерства совхозов СССР, Тельмановский район Сталинской области                                                                                            | 14.05.1949      | [ ГС 126 ] |
| 158        | Мирошниченко Мария Аксёновна          | 1926 — ????             | Доярка опытного хозяйства «Кутузовка» Харьковского района Харьковской области | 22.03.1966      | [ ГС 127 ] |
| 159        | Мирошниченко Николай Егорович         | 05.10.1917 — 20.07.2001 | Токарь Харьковского тракторного завода имени С. Орджоникидзе Министерства тракторного и сельскохозяйственного машиностроения СССР                                                                                          | 05.08.1966      | [ ГС 128 ] |
| 160        | Мирошниченко Николай Яковлевич        | 14.01.1901 — 22.02.1971 | Главный инженер завода № 292 Приволжского совнархоза, гор. Саратов | 28.04.1963      |            |
| 161        | Мирошниченко Павел Дмитриевич         | 17.08.1935 — 06.02.1996 | Звеньевой совхоза «Мальчевский» Миллеровского района Ростовской области | 07.12.1973      | [ ГС 129 ] |
| 162        | Мирошниченко Юрий Васильевич          | 27.04.1913 — 2005       | Директор совхоза «Труд» Перелюбского района Саратовской области | 11.01.1957      | [ ГС 130 ] |
| 163        | Миррахимов Мирсаид Мирхамидович       | 27.03.1927 — 02.10.2008 | Руководитель Киргизского научно-исследовательского института кардиологии при Министерстве здравоохранения Киргизской ССР, член-корреспондент Академии медицинских наук СССР, гор. Фрунзе                                   | 26.03.1987      | [ ГС 131 ] |
| 164        | Мирсанов Дмитрий Северьянович         | 1901 — 07.04.1969       | Чабан совхоза «Комсомолец» Чернышевского района Читинской области | 14.12.1957      | [ ГС 132 ] |
| 165        | Мирутко Андрей Павлович               | 13.07.1904 — 09.04.1980 | Пастух колхоза имени Гастелло Минского района Минской области | 22.03.1966      | [ ГС 133 ] |
| 166        | Мирцхулава Иван Бакуриевич            | 1878 — ????             | Звеньевой колхоза имени Руставели Сухумского района Абхазской АССР | 09.08.1949      | [ ГС 134 ] |
| 167        | Миршавка Михаил Васильевич            | 11.11.1936 — 25.06.2010 | Комбайнёр совхоза «Бауманский» Краснознаменского района Целиноградской области | 19.02.1981      | [ ГС 135 ] |
| 168        | Мисак Марина Кузьминична              | 31.07.1926 — 21.08.2012 | Звеньевая семеноводческого совхоза имени 9 Января Министерства совхозов СССР, Хорольский район Полтавской области | 06.04.1949      | [ ГС 136 ] |
| 169        | Мисакян Сурен Маркосович              | 1926 — ????             | Звеньевой колхоза «ОГПУ» Талинского района Армянской ССР | 02.02.1948      | [ ГС 137 ] |
| 170        | Мисиюк Владимир Иванович              | род. 1937               | Председатель колхоза имени Ленина Ровенского района Ровенской области | 07.08.1991      |            |
| 171        | Мистулов Агубе Габатович              | 1912 — 20.11.1968       | Заведующий районным отделом сельского хозяйства Коста-Хетагуровского района Северо-Осетинской АССР | 09.03.1948      | [ ГС 138 ] |
| 172        | Мисунов Семён Матвеевич               | 25.10.1923 — 16.08.1989 | Бульдозерист управления начальника работ № 70 специализированного треста № 15 «Строймеханизация» Министерства строительства Белорусской ССР, гор. Минск                                                                    | 09.08.1958      | [ ГС 139 ] |
| 173        | Мисюк Казимир Петрович                | 01.10.1929 — 18.03.1992 | Бригадир экспериментальной базы «Щучин» Щучинского района Гродненской области | 17.08.1988      | [ ГС 140 ] |
| 174        | Мисюкевич Марина Даниловна            | 05.06.1932 — 28.09.2010 | Звеньевая колхоза «Украина» Рокитновского района Ровенской области | 08.04.1971      | [ ГС 141 ] |
| 175        | Миталипов Мийман                      | род. 1932               | Бригадир колхоза имени XXI партсъезда Фрунзенского района Ошской области | 30.04.1966      | [ ГС 142 ] |
| 176        | Митенков Фёдор Михайлович             | 25.11.1924 — 09.11.2016 | Генеральный конструктор Опытного конструкторского бюро машиностроения Министерства среднего машиностроения СССР, гор. Горький                                                                                              | 23.01.1978      | [ ГС 143 ] |
| 177        | Митин Владимир Семёнович              | 15.06.1931 — 25.12.2004 | Бригадир каменщиков строительно-монтажного управления № 6 треста «Мособлстрой» № 5 Главмособлстроя при Мособлисполкоме | 07.05.1971      | [ ГС 144 ] |
| 178        | Митичашвили Александр Георгиевич      | 1914 — ????             | Звеньевой колхоза имени Орджоникидзе Велисцихского сельсовета Гурджаанского района Грузинской ССР | 09.08.1949      | [ ГС 145 ] |
| 179        | Митичашвили Сакул Николаевич          | 1893 — ????             | Звеньевой колхоза имени Орджоникидзе Велисцихского сельсовета Гурджаанского района Грузинской ССР | 09.08.1949      | [ ГС 146 ] |
| 180        | Митка Владас Каролио                  | род. 1929               | Тракторист-комбайнёр колхоза «Пушалотас» Пасвальского района Литовской ССР | 12.12.1973      |            |
| 181        | Миткевич-Желток Владислав Антонович   | 10.03.1925 — 26.07.1985 | Старший производитель работ Славянского участка треста «Теплоэнергомонтаж» Министерства энергетики и электрификации Украинской ССР, Донецкая область                                                                       | 20.04.1971      | [ ГС 147 ] |
| 182        | Митрике Элза Петровна                 | 01.07.1929 — 21.08.2012 | Мастер машинного доения колхоза «Адажи» Рижского района Латвийской ССР | 05.12.1985      | [ ГС 148 ] |
| 183        | Митропольская Александра Даниловна    | 19.04.1895 — 29.05.1988 | Зоотехник-селекционер племенного молочного совхоза «Караваево» Министерства совхозов СССР, Костромской район Костромской области                                                                                           | 16.10.1950      | [ ГС 149 ] |
| 184        | Митропольский Юрий Алексеевич         | 03.01.1917 — 14.06.2008 | Директор Института математики Академии наук Украинской ССР, академик АН СССР и АН УССР, гор. Киев | 31.12.1986      | [ ГС 150 ] |
| 185        | Митрофанов Михаил Васильевич          | 16.01.1929 — 18.07.2021 | Фрезеровщик Ульяновского приборостроительного завода Министерства авиационной промышленности СССР, гор. Ульяновск | 26.04.1971      | [ ГС 151 ] |
| 186        | Митрофанов Яков Тимофеевич            | 1911 — 25.05.1992       | Председатель колхоза «Красный путиловец» Кваркенского района Чкаловской области | 11.01.1957      | [ ГС 152 ] |
| 186.000002 | Митрофанова Ольга Петровна            | 22.06.1928 — 08.12.2019 | Доярка колхоза «Горшиха» Ярославского района Ярославской области | 11.06.1949      | [ ГС 153 ] |
| 187        | Митрушенко Иван Ефимович              | 11.06.1919 — 28.01.1977 | Начальник участка шахты № 4/6 комбината «Челябинскуголь» Министерства угольной промышленности восточных районов СССР, Челябинская область                                                                                  | 28.08.1948      | [ ГС 154 ] |
| 188        | Митряева Вера Фёдоровна               | 1915—1990               | Доярка областной опытной станции животноводства, Майнский район Ульяновской области | 22.03.1966      | [ ГС 155 ] |
| 189        | Митьковская Татьяна Григорьевна       | 14.02.1928 — 30.07.2010 | Учительница Тальменской средней школы № 1 Тальменского района Алтайского края | 01.07.1968      | [ ГС 156 ] |
| 190        | Митюшкин Александр Иванович           | 13.08.1913 — 17.01.1961 | Управляющий трестом «Сталинуголь» комбината «Молотовуголь» Министерства угольной промышленности восточных районов СССР, Молотовская область                                                                                | 28.08.1948      | [ ГС 157 ] |
| 191        | Митягин Василий Николаевич            | 25.01.1934 — 01.08.2012 | Бригадир монтажников Нижнетагильского специализированного строительно-монтажного управления треста «Уралстальконструкция», Свердловская область                                                                            | 16.06.1964      | [ ГС 158 ] |
| 192        | Митяев Александр Казимирович          | 29.03.1923 — 19.07.1988 | Бригадир электромонтажников Антоновского монтажного управления треста «Запсибэлектромонтаж» Министерства монтажных и специальных строительных работ СССР, гор. Новокузнецк Кемеровской области                             | 27.09.1974      | [ ГС 159 ] |
| 193        | Митяев Виктор Гаврилович              | род. 1927               | Электросварщик Назаровского монтажного участка треста «Сибэнергомонтаж» Министерства энергетики и электрификации СССР, Красноярский край                                                                                   | 04.10.1966      | [ ГС 160 ] |
| 194        | Митяев Иван Михайлович                | 01.09.1930 — 22.10.2010 | Бригадир комплексной бригады строительно-монтажного управления № 4 треста «Курскрудстрой» Министерства строительства предприятий тяжёлой индустрии СССР, Курская область                                                   | 02.06.1978      | [ ГС 161 ] |
| 195        | Митяева Валентина Евгеньевна          | 04.09.1936 — 16.04.1996 | Колхозница колхоза «Память Ленина» Бахчисарайского района Крымской области | 08.12.1973      | [ ГС 162 ] |
| 196        | Митяшин Михаил Ильич                  | 18.11.1921 — 09.09.1999 | Начальник Актюбинского высшего лётного училища гражданской авиации Министерства гражданской авиации СССР | 04.02.1983      | [ ГС 163 ] |
| 197        | Михаилиди Константин Феодорович       | 1904—1974               | Главный агроном отдела сельского хозяйства Батумского района Аджарской АССР | 29.08.1949      | [ ГС 164 ] |
| 198        | Михайлевич Михаил Иванович            | 22.02.1898 — 10.07.1969 | Председатель сельхозартели «Серп и Молот» Фёдоровского района Кустанайской области | 11.01.1957      | [ ГС 165 ] |
| 199        | Михайлевский Павел Кириллович         | 04.03.1912 — 15.03.1976 | Первый секретарь Белозёрского райкома Компартии Украины, Херсонская область | 08.04.1971      | [ ГС 166 ] |
| 200        | Михайленко Василий Иванович           | 07.06.1929 — 23.06.2004 | Комбайнёр колхоза имени Жданова Шемонаихинского района Восточно-Казахстанской области | 23.06.1966      | [ ГС 167 ] |
| 201        | Михайленко Вера Иосифовна             | род. 1929               | Звеньевая колхоза имени 8 березня Карловского района Полтавской области | 23.06.1949      | [ ГС 168 ] |
| 202        | Михайленко Матрёна Ивановна           | 1906 — ????             | Рабочая Моквинского совхоза Министерства сельского хозяйства СССР, Очемчирский район Абхазской АССР | 31.07.1950      | [ ГС 169 ] |
| 203        | Михайленко Надежда Васильевна         | род. 1929               | Звеньевая колхоза имени Сталина Маньковского района Киевской области | 16.02.1948      | [ ГС 170 ] |
| 204        | Михайленко Яков Фомич                 | 05.11.1923 — 14.11.2013 | Комбайнёр совхоза «Симферопольский» Министерства хлопководства СССР, Крымская область | 11.03.1952      | [ ГС 171 ] |
| 205        | Михайлив Николай Иванович             | 1907 — ????             | Бригадир бригады по ремонту газовых скважин Стрыйского укрупнённого газопромысла Станиславского совнархоза, Дрогобычская область                                                                                           | 19.03.1959      |            |
| 206        | Михайлик Мария Павловна               | 10.08.1907 — 09.04.1991 | Свинарка колхоза имени Кирова Гуляй-Польского района Запорожской области | 24.06.1949      | [ ГС 172 ] |
| 207        | Михайличенко Андрей Петрович          | 1900—1981               | Старший чабан колхоза имени Будённого Апанасенковского района Ставропольского края | 02.10.1950      | [ ГС 173 ] |
| 208        | Михайличенко Григорий Васильевич      | 04.03.1933 — 24.03.2009 | Бригадир горнорабочих очистного забоя шахты «Коркинская» комбината «Челябинскуголь» Министерства угольной промышленности СССР, Челябинская область                                                                         | 29.12.1973      | [ ГС 174 ] |
| 209        | Михайличенко Николай Афанасьевич      | 01.04.1939 — 14.01.2008 | Тракторист совхоза «Спутник» Антрацитовского района Ворошиловградской области | 15.12.1972      | [ ГС 175 ] |
| 210        | Михайлов Александр Александрович      | 26.04.1888 — 29.09.1983 | Старший научный сотрудник-консультант Главной астрономической Пулковской обсерватории Академии наук СССР, академик АН СССР, гор. Ленинград                                                                                 | 25.04.1978      | [ ГС 176 ] |
| 211        | Михайлов Александр Васильевич         | 04.10.1910 — 14.07.1980 | Слесарь-инструментальщик ОКБ Новосибирского электровакуумного завода Министерства электронной промышленности СССР | 29.07.1966      | [ ГС 177 ] |
| 212        | Михайлов Алексей Михайлович           | 1925 — ????             | Машинист бульдозера строительного управления № 830 треста «Куйбышевдорстрой» Министерства транспортного строительства СССР, Куйбышевская область                                                                           | 07.05.1971      | [ ГС 178 ] |
| 213        | Михайлов Альберт Георгиевич           | 23.06.1931 — 27.07.2002 | Генеральный директор Воронежского производственного авиационного объединения Министерства промышленности РСФСР | 18.12.1991      | [ ГС 179 ] |
| 214        | Михайлов Андрей Васильевич            | 31.01.1904 — 15.03.1996 | Главный инженер проекта Сталинградской ГЭС | 09.09.1961      | [ ГС 180 ] |
| 215        | Михайлов Андрей Дмитриевич            | 25.12.1929 — 03.01.2011 | Председатель колхоза имени XXI съезда КПСС Корочанского района Белгородской области | 08.04.1971      | [ ГС 181 ] |
| 216        | Михайлов Андрей Кирьянович            | род. 18.12.1924         | Капитан малого рыболовного сейнера рыболовецкого колхоза «Ударник» Чеховского района Сахалинской области | 02.03.1957      | [ ГС 182 ] |
| 217        | Михайлов Василий Михайлович           | 07.01.1891 — 31.10.1976 | Кузнец Балтийского завода Министерства судостроительной промышленности СССР, гор. Ленинград | 21.06.1957      | [ ГС 183 ] |
| 218        | Михайлов Владимир Семёнович           | 18.07.1915 — 28.03.1982 | Старший агроном Булацеловской МТС Харьковской области | 07.05.1948      | [ ГС 184 ] |
| 219        | Михайлов Герман Леонидович            | 07.11.1929 — 09.06.1999 | Токарь механического цеха Харьковского машинстроительного завода имени В. А. Малышева Министерства оборонной промышленности СССР                                                                                           | 28.07.1966      | [ ГС 185 ] |
| 220        | Михайлов Григорий Афанасьевич         | 14.04.1925 — 27.09.1991 | Директор совхоза «Сторожевский» Корткеросского района Коми АССР | 08.04.1971      | [ ГС 186 ] |
| 221        | Михайлов Дмитрий Иванович             | 07.11.1919 — 05.12.2018 | Буровой мастер конторы бурения № 1 треста «Туймазабурнефть» объединения «Башнефть» Министерства нефтедобывающей промышленности СССР, Башкирская АССР                                                                       | 23.05.1966      | [ ГС 187 ] |
| 222        | Михайлов Михаил Григорьевич           | 08.11.1908 — ????       | Звеньевой колхоза имени Кирова Гатчинского района Ленинградской области | 23.04.1949      | [ ГС 188 ] |
| 223        | Михайлов Михаил Михайлович            | 25.05.1926 — 2003       | Слесарь Таллинского завода ртутных выпрямителей имени М. И. Калинина Министерства электротехнической промышленности СССР, Эстонская ССР                                                                                    | 08.08.1966      |            |
| 224        | Михайлов Николай Михайлович           | 16.01.1924 — ????       | Станочник завода «Арсенал» имени М. В. Фрунзе Министерства общего машиностроения СССР, гор. Ленинград | 26.04.1971      | [ ГС 189 ] |
| 225        | Михайлов Николай Михайлович           | 24.12.1928 — 2009       | Бригадир комплексной бригады строительно-монтажного управления «Жилстрой» треста «Иркутскалюминстрой» Министерства промышленного строительства СССР, Иркутская область                                                     | 08.01.1974      | [ ГС 190 ] |
| 226        | Михайлов Николай Николаевич           | 17.12.1941 — 30.01.2014 | Старший плавильщик Норильского горно-металлургического комбината имени А. П. Завенягина Министерства цветной металлургии СССР, Красноярский край                                                                           | 12.05.1977      | [ ГС 191 ] |
| 227        | Михайлов Сергей Иванович              | 03.11.1927 — 20.12.1971 | Слесарь завода НИИ-885 Государственного комитета Совета Министров СССР по радиоэлектронике, гор. Москва | 17.06.1961      | [ ГС 192 ] |
| 228        | Михайлов Сергей Павлович              | 14.08.1933 — 18.05.2003 | Монтёр участка Белоцерковского эксплуатационно-технического узла связи Министерства связи Украинской ССР, гор. Сквира Киевской области                                                                                     | 18.07.1966      | [ ГС 193 ] |
| 229        | Михайлова Любовь Семёновна            | 1907—1971               | Звеньевая виноградарского совхоза «Геленджик» Министерства пищевой промышленности СССР, Геленджикский район Краснодарского края                                                                                            | 26.09.1950      | [ ГС 194 ] |
| 230        | Михайловский Иван Алексеевич          | 21.04.1931 — 27.10.1977 | Бригадир колхоза «Победа» Яльчикского района Чувашской АССР | 23.06.1966      | [ ГС 195 ] |
| 230.000003 | Михайлык Прасковья Андреевна          | 1922 — ????             | Звеньевая Пустовойтовского свеклосовхоза Министерства пищевой промышленности СССР, Глобинский район Полтавской области | 29.08.1949      | [ ГС 196 ] |
| 231        | Михайлюта Николай Ефимович            | 1914 — 02.2000          | Бригадир колхоза «Комсомолец» Павловского района Краснодарского края | 10.02.1949      | [ ГС 197 ] |
| 232        | Михалёв Андрей Николаевич             | 25.10.1923 — 11.05.1990 | Комбайнёр Петуховской МТС Курганской области | 24.05.1952      | [ ГС 198 ] |
| 233        | Михалёв Иван Михайлович               | 28.08.1909 — 21.05.1988 | Начальник и главный конструктор Центрального конструкторского бюро спортивно-охотничьего оружия Тульского оружейного завода Министерства оборонной промышленности СССР                                                     | 26.04.1971      | [ ГС 199 ] |
| 234        | Михалевич Фёдор Михайлович            | 1924—2003               | Бригадир плотников мостоотряда № 35 мостостроительного треста № 8 Министерства транспортного строительства СССР, гор. Владивосток Приморского края                                                                         | 08.01.1974      | [ ГС 200 ] |
| 235        | Михалков Сергей Владимирович          | 13.03.1913 — 27.08.2009 | Председатель правления Союза писателей РСФСР, главный редактор всесоюзного сатирического киножурнала «Фитиль», гор. Москва                                                                                                 | 09.03.1973      | [ ГС 201 ] |
| 236        | Михальцев Игорь Евгеньевич            | 14.06.1923 — 14.04.2010 | Заведующий отделом Института океанологии имени П. П. Ширшова Академии наук СССР, гор. Москва | 23.08.1989      | [ ГС 202 ] |
| 237        | Михальчишина Елена Феодосьевна        | род. 23.07.1927         | Звеньевая механизированного звена колхоза имени Куйбышева Летичевского района Хмельницкой области | 08.04.1971      |            |
| 238        | Михалюк Александра Тимофеевна         | 15.05.1916 — 24.07.1982 | Доярка колхоза «Маяк» Бердичевского района Житомирской области | 08.04.1971      | [ ГС 203 ] |
| 239        | Михасенко Тимофей Филиппович          | 03.02.1921 — 10.09.2004 | Мастер цеха завода № 407 гражданской авиации Министерства гражданской авиации СССР, гор. Минск | 09.02.1973      | [ ГС 204 ] |
| 240        | Михасько Василий Васильевич           | род. 1928               | Капитан-директор большого морозильного рыболовного траулера «Крылов» Литовского производственного управления рыбной промышленности                                                                                         | 13.04.1963      |            |
| 241        | Михедько Александр Михайлович         | 17.07.1911 — 28.09.1979 | Председатель сельхозартели имени Чапаева Арык-Балыкского района Кокчетавской области | 11.01.1957      | [ ГС 205 ] |
| 242        | Михеев Алексей Кириллович             | 15.03.1925 — 20.12.2001 | Токарь Долгопрудненского машиностроительного завода Министерства авиационной промышленности СССР, Московская область | 26.04.1971      | [ ГС 206 ] |
| 243        | Михеев Виктор Ефимович                | род. 1930               | Тракторист Зиянчуринской МТС Зиянчуринского района Чкаловской области | 11.01.1957      | [ ГС 207 ] |
| 244        | Михеев Иван Михайлович                | 28.07.1907 — 02.03.1989 | Председатель колхоза имени XXII съезда КПСС Темниковского района Мордовской АССР | 24.12.1965      | [ ГС 208 ] |
| 245        | Михеев Илья Иванович                  | 20.08.1916 — 26.07.1979 | Бригадир проходчиков шахты Ливенская-Заперевальная треста «Сталиншахтострой» Министерства строительства топливных предприятий СССР, Сталинская область                                                                     | 28.08.1948      | [ ГС 209 ] |
| 246        | Михеев Михаил Алексеевич              | 13.10.1935 — 11.09.2006 | Бригадир комплексной бригады строительного управления № 13 комбината «Якутуглестрой» Министерства угольной промышленности СССР, гор. Нерюнгри Якутской АССР                                                                | 29.06.1984      | [ ГС 210 ] |
| 247        | Михеев Павел Григорьевич              | 15.02.1914 — 09.04.1957 | Комбайнёр Исиль-Кульской МТС Омской области | 27.04.1951      | [ ГС 211 ] |
| 248        | Михейкин Николай Яковлевич            | 25.11.1915 — 26.04.1985 | Колхозник колхоза имени Сталина Вурнарского района Чувашской АССР | 13.07.1950      | [ ГС 212 ] |
| 249        | Михкалёва Евдокия Фёдоровна           | 03.03.1922 — 21.03.2001 | Старшая трубочница Сегежского целлюлозно-бумажного и деревообрабатывающего комбината Карельского совнархоза | 07.03.1960      | [ ГС 213 ] |
| 250        | Михкельсон Эрна Хансовна              | 25.01.1915 — 23.12.2002 | Доярка колхоза «Эстония» Тюриского района Эстонской ССР | 01.03.1958      | [ ГС 214 ] |
| 251        | Михнёв Александр Евсеевич             | 24.11.1934 — 04.07.2007 | Аппаратчик Новокубанского сахарного завода Министерства пищевой промышленности РСФСР, Краснодарский край | 17.03.1981      | [ ГС 215 ] |
| 252        | Михнёва Нина Ивановна                 | 16.07.1923 — 09.1948    | Звеньевая свеклосовхоза «Коммунар» Министерства пищевой промышленности РСФСР, Беловский район Курской области | 14.05.1948      | [ ГС 216 ] |
| 253        | Михнёва Христина Тимофеевна           | 28.02.1925 — 1982       | Свинарка колхоза «Рассвет» Кировского района Могилёвской области | 18.01.1958      | [ ГС 217 ] |
| 254        | Михненко Григорий Кириллович          | 07.08.1910 — 05.01.1990 | Директор Боровицкой средней школы Чигиринского района Черкасской области | 01.07.1968      | [ ГС 218 ] |
| 255        | Михнюк Ксения Исаковна                | 23.02.1928 — 30.12.2003 | Доярка совхоза имени 25 Октября Первомайского района Николаевской области | 22.03.1966      | [ ГС 219 ] |
| 256        | Мицул Анастасия Ивановна              | 1926 — ????             | Звеньевая колхоза «13 лет Октября» Дубоссарского района Молдавской ССР | 09.03.1949      | [ ГС 220 ] |
| 256.000004 | Мицура Анна Ивановна                  | 20.10.1922 — 06.12.2010 | *Звеньевая колхоза «Большевик» Петриковского района Полесской области | 31.05.1952      | [ ГС 221 ] |
| 257        | Мишаков Семён Егорович                | 1902 — ????             | Забойщик шахты № 19 треста «Богураевуголь комбината «Ростовуголь» Министерства угольной промышленности западных районов СССР, Ростовская область                                                                           | 28.08.1948      | [ ГС 222 ] |
| 258        | Мишакова Вера Фёдоровна               | 27.09.1930 — 29.12.2003 | Звеньевая колхоза имени Будённого Мелитопольского района Запорожской области | 21.05.1952      | [ ГС 223 ] |
| 259        | Мишарин Алексей Иванович              | 16.03.1903 — 18.08.1977 | Заведующий хирургическим отделением республиканской больницы, гор. Сыктывкар Коми АССР | 28.04.1966      | [ ГС 224 ] |
| 260        | Мишаткин Павел Филатович              | 15.02.1924 — 23.09.1975 | Мастер Балтийского судостроительного завода Литовского совнархоза, гор. Клайпеда | 01.10.1965      | [ ГС 225 ] |
| 261        | Мишенков Григорий Васильевич          | 16.12.1907 — 06.06.1965 | Главный инженер, заместитель начальника Главного управления химического оборудования Министерства среднего машиностроения СССР, гор. Москва                                                                                | 07.03.1962      | [ ГС 226 ] |
| 262        | Мишиев Оразберды                      | 1922 — ????             | Учитель средней школы № 14, гор. Ашхабад | 27.06.1978      | [ ГС 227 ] |
| 263        | Мишин Василий Павлович                | 18.01.1917 — 10.10.2001 | Первый заместитель главного конструктора Объединённого конструкторского бюро № 1, Московская область | 20.04.1956      | [ ГС 228 ] |
| 264        | Мишкин Пётр Андреевич                 | 25.08.1913 — 07.02.1988 | Бригадир садоводческой бригады совхоза «Предгорье» Белогорского района Крымской области | 30.04.1966      | [ ГС 229 ] |
| 265        | Мишко Юлия Станковна                  | 1914 — ????             | Звеньевая колхоза имени Хрущёва Ужгородского округа Закарпатской области | 04.08.1950      |            |
| 266        | Мишланов Аркадий Ильич                | 29.01.1925 — 15.10.2010 | Сталевар Пермского машиностроительного завода имени В. И. Ленина Пермского совнархоза | 19.07.1958      | [ ГС 230 ] |
| 267        | Мишук Михаил Никитович                | 02.12.1913 — 25.11.1982 | Начальник вооружения Военно-воздушных сил — заместитель Главнокомандующего ВВС СССР по вооружению Министерства обороны СССР, генерал-полковник-инженер, гор. Москва                                                        | 21.02.1978      | [ ГС 231 ] |
| 268        | Мишустин Александр Терентьевич        | 1934 — 10.02.1975       | Наладчик Московского завода электровакуумных приборов Министерства электронной промышленности СССР | 26.04.1971      | [ ГС 232 ] |
| 269        | Мишустин Евгений Николаевич           | 22.02.1901 — 03.05.1991 | Заведующий отделом почвенной микробиологии Института микробиологии Академии наук СССР, академик АН СССР, гор. Москва | 20.02.1981      | [ ГС 233 ] |
| 270        | Мищенко Дмитрий Иванович              | 26.10.1901 — 1985       | Председатель колхоза имени Ленина Тираспольского района Молдавской ССР | 15.02.1957      | [ ГС 234 ] |
| 271        | Мищенко Иван Васильевич               | 08.06.1922 — 27.03.2001 | Мастер Харьковского машиностроительного завода имени Ф. Э. Дзержинского Министерства авиационной промышленности СССР | 26.04.1971      | [ ГС 235 ] |
| 272        | Мищенко Иван Николаевич               | 1920 — ????             | Бригадир проходчиков «Киевметростроя» Министерства транспортного строительства СССР, гор. Киев | 11.01.1961      |            |
| 272.000005 | Мищенко Надежда Васильевна            | 1929 — ????             | Доярка колхоза «Большевик» Золотоношского района Черкасской области | 08.02.1954      | [ ГС 236 ] |
| 273        | Мищенко Николай Алексеевич            | 20.05.1934 — 25.05.2014 | Бригадир машинистов экскаватора Таганрогской передвижной механизированной колонны треста «Ростовсельхозводстрой» Министерства мелиорации и водного хозяйства РСФСР, Ростовская область                                     | 14.04.1981      | [ ГС 237 ] |
| 274        | Мищихин Дмитрий Алексеевич            | 20.10.1919 — 13.11.2001 | Машинист паровозного депо Уссурийск Дальневосточной железной дороги, Приморский край | 01.08.1959      | [ ГС 238 ] |

| Навигационная таблица | Навигационная таблица |
| --------------------- | --------------------- |
| «М»                   | Маады — Макушев       |
| «М»                   | Малай — Манякин       |
| «М»                   | Мараев — Маяцкий      |
| «М»                   | Мгеладзе — Мжавия     |
| «М»                   | Мигаев — Мищихин      |
| «М»                   | Мкртычян — Мощенков   |
| «М»                   | Мравинский — Мячин    |